# Karl Philipp zu Schwarzenberg

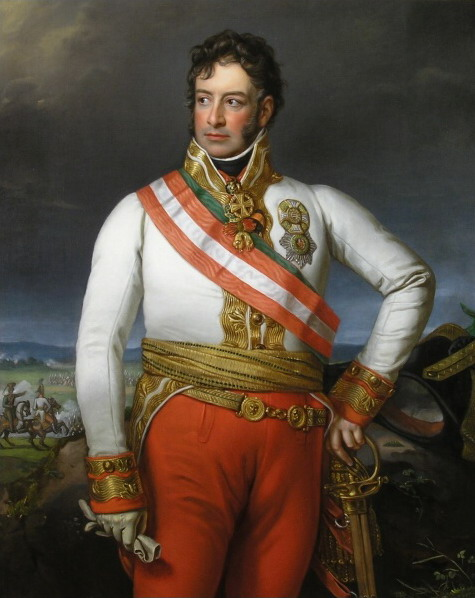
Fürst Karl Philipp zu Schwarzenberg

Fürst Karl Philipp Johann Nepomuk Joseph zu Schwarzenberg, auch Carl Philipp zu Schwarzenberg (* 15. April 1771 in Wien; † 15. Oktober 1820 in Leipzig), war ein österreichischer Feldmarschall sowie Botschafter in Sankt Petersburg und Paris. Der Fürst von Schwarzenberg war der Oberbefehlshaber der verbündeten Streitkräfte gegen Napoleon in der Völkerschlacht bei Leipzig 1813.

## Herkunft
Karl Philipp zu Schwarzenberg war ein Sohn des Fürsten Johann Nepomuk von Schwarzenberg und seiner Gattin Marie Eleonore geb. Gräfin zu Oettingen-Wallerstein. Er entstammte der in Südböhmen ansässigen Linie der weit verzweigten Adelsfamilie Schwarzenberg.

## Leben

Carl, Fürst von Schwarzenberg

Schwarzenberg stand seit 1788 in österreichischen Militärdiensten und nahm am Türkenkrieg 1789 und am Ersten Koalitionskrieg teil. Im Gefecht von Quiévrain am 1. Mai 1792 konnte er sich erstmals auszeichnen. Auch in den folgenden Jahren war er weiterhin an den Kriegen gegen das revolutionäre Frankreich beteiligt. Im Feldzug von 1794 kommandierte er unter dem Prinzen Josias von Sachsen-Coburg eine Reiterschwadron bei der Avantgarde. Während der Belagerung von Valenciennes und beim großen Reitergefecht von Le Cateau-Cambrésis am 26. April 1794 zeichnete er sich derartig aus, dass ihm noch auf dem Schlachtfeld das Ritterkreuz des Maria-Theresien-Ordens verliehen wurde. 1796 stieg er zum Oberst auf und erhielt das Kommando über das Kürassierregiment Nr. 10 „Zscheschwitz“. Nach seiner Teilnahme an der Schlacht von Würzburg wurde er am 10. August 1796 zum Generalmajor befördert. Ab 3. September 1800 wurde er zum Feldmarschallleutnant ernannt und befehligte in der unglücklich verlaufenden Schlacht bei Hohenlinden das erste Treffen des rechten Flügels.
1802 trat ihm sein älterer Bruder Fürst Joseph II. zu Schwarzenberg das 1703 von Ferdinand Wilhelm Eusebius Fürst von Schwarzenberg als Sekundogenitur gegründete Zweite Majorat des Fürstenhauses ab und ließ es auf die Herrschaft Worlik übertragen. Diese erweiterte Karl Philipp durch den Kauf der Güter Zalužany (1804), Zbenice (1805), Bukovany (1816) und Sedlec (1819).
Im Feldzug von 1805 kommandierte er bei Ulm am rechten österreichischen Flügel. Nachdem General Mack kapitulieren musste, entkam er mit einigen Kavallerieregimentern zusammen mit Erzherzog Ferdinand Karl nach Böhmen und wurde zum Vizepräsidenten des Hofkriegsrats bestellt.

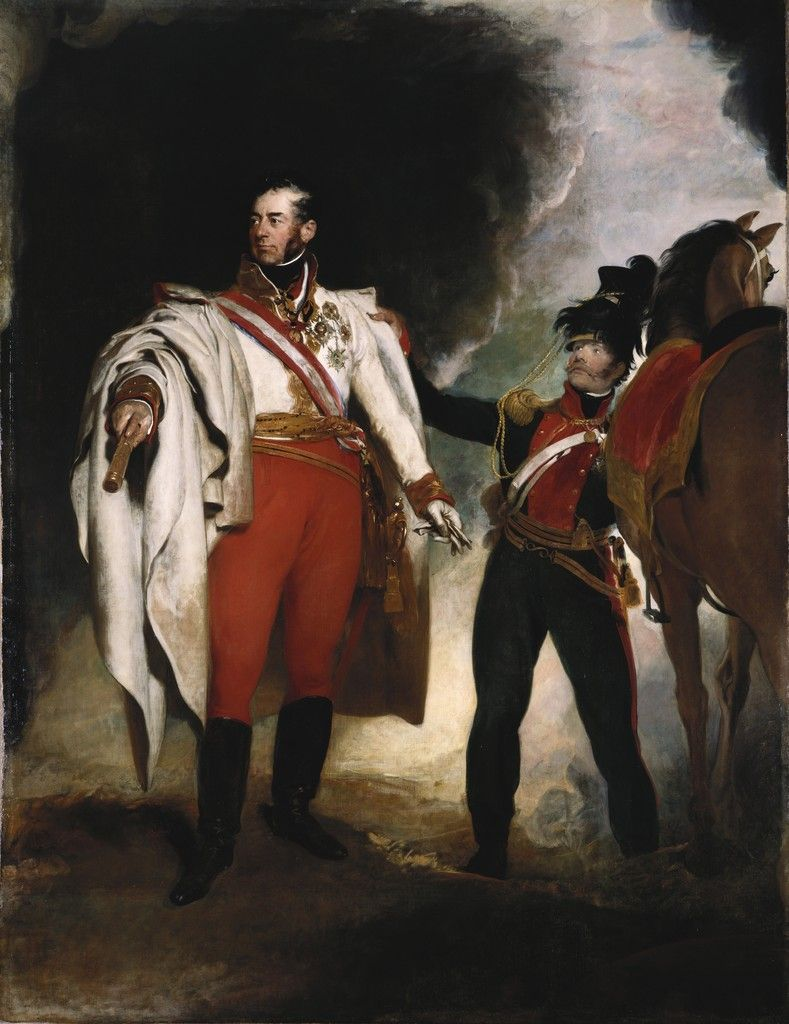
Feldmarschall Karl Philipp Fürst zu Schwarzenberg mit Ulan seines Regiments U2

Schwarzenberg wurde am 26. September 1809 zum General der Kavallerie befördert. Nach dem Frieden von Schönbrunn wurde er 1810 als österreichischer Botschafter nach Paris entsandt und leitete die Verhandlungen über die Eheschließung Napoleons mit Erzherzogin Marie-Louise von Österreich, einer Tochter des Kaisers Franz I. Gemäß dem folgenden Bündnisvertrag vom 14. März 1812 hatte Österreich ein Hilfskorps von 30.000 Mann zu stellen, dessen Oberbefehl nach dem Wunsche Napoleons dem Fürsten Schwarzenberg übertragen wurde.
Im Russlandfeldzug führte der Fürst das österreichische Hilfskorps über Lublin nach Polen und deckte im Juli 1812 den Südflügel der Großen Armee Napoleons im Raum Brest. Am 12. August 1812 konnte Schwarzenberg nach seinem Vormarsch im Raum Kobryn zusammen mit dem französischen General Reynier die russische Armee unter General Tormassow in der Schlacht bei Gorodetschno zurückdrängen. Am 18. September musste er nach der Vereinigung Tormassows mit der von der Donau kommenden Armee unter Tschitschagow den Rückzug hinter den Bug einleiten. Nach der Niederlage der französischen Hauptmacht in der Schlacht an der Beresina musste sich das Korps Schwarzenberg Ende November über Białystok nach Krakau zurückziehen. Nach der gelungenen Rückführung seines Korps nach Galizien wurde Schwarzenberg am 2. Oktober 1812 zum Feldmarschall ernannt.
Nach dem Waffenstillstand mit Russland und dem vergeblichen Versuch, zwischen Frankreich und Russland zu vermitteln, erhielt Schwarzenberg auf Betreiben des Fürsten von Metternich Ende Juni 1813 den Oberbefehl über die verbündeten Streitkräfte gegen Napoleon. Seiner sich in Nordböhmen sammelnden etwa 225.000 Mann starken Hauptarmee waren auch 48.000 Russen unterstellt, als Generalstabschef fungierte Feldmarschall-Leutnant Radetzky.

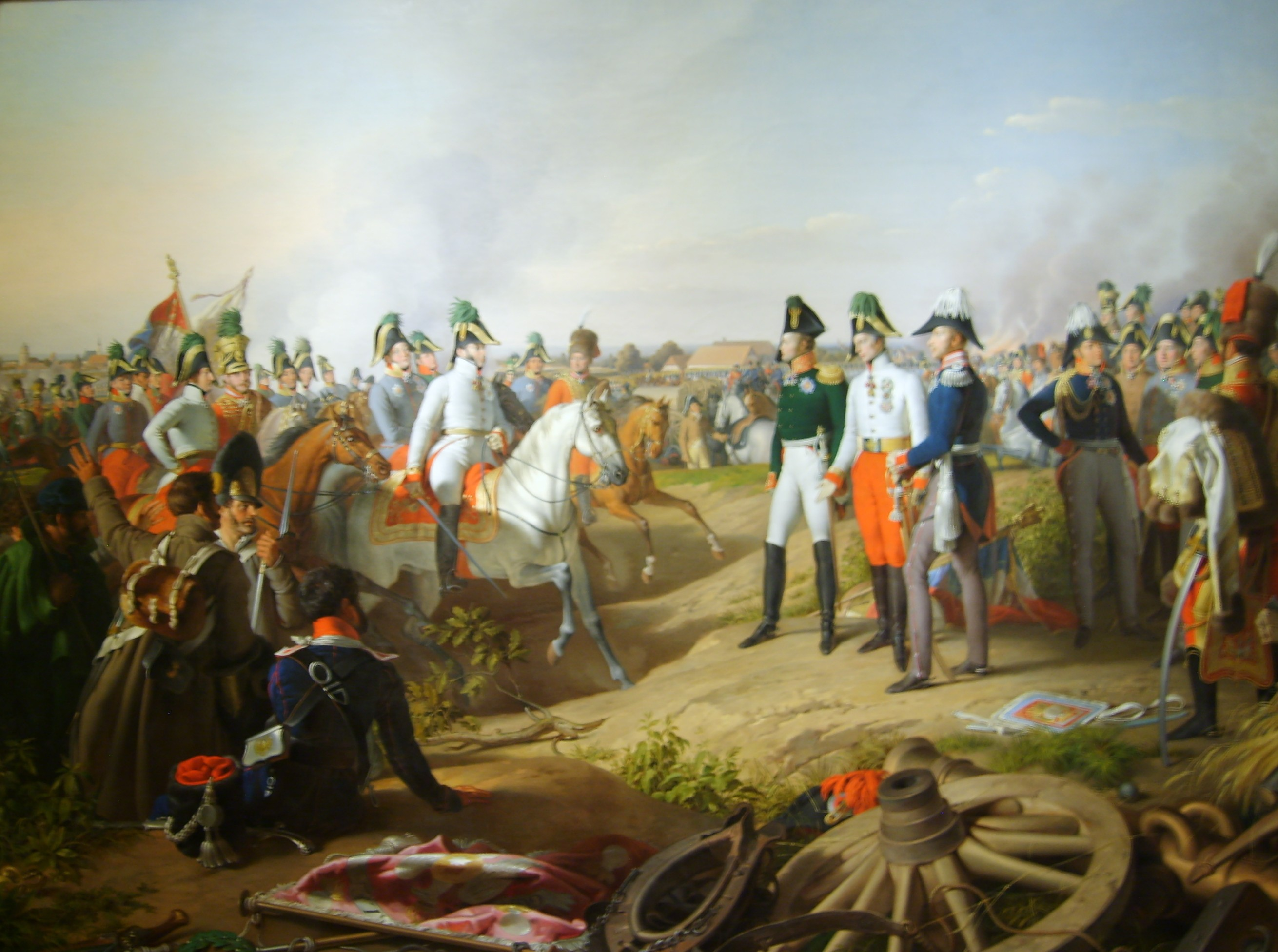
Karl Philipp Fürst zu Schwarzenberg meldet den verbündeten Monarchen den Sieg in der Völkerschlacht bei Leipzig. Gemälde von Johann Peter Krafft, 1817, Heeresgeschichtliches Museum Wien

Nach seinem Vormarsch auf Sachsen unterlag er am 26. August Napoleons Streitkräften in der Schlacht um Dresden und musste sich über das Erzgebirge zurückziehen. König Friedrich Wilhelm III. von Preußen verlieh ihm kurz vor der Leipziger Schlacht am 8. Oktober den Schwarzen Adlerorden. Schwarzenberg befehligte dann die Hauptarmee am Südabschnitt der Leipziger Völkerschlacht. Am 16. Oktober 1813 lagen sich seine Truppen und Napoleon zwischen Wachau und Liebertwolkwitz gegenüber und konnten die gegnerische Hauptmacht am 18. Oktober siegreich zwischen Connewitz und Probstheida auf die Stadt Leipzig zurückdrängen.
Im Feldzug von 1814 konnte Schwarzenberg Napoleon am 20. März in der Schlacht von Arcis sur Aube standhalten und zog am 31. März 1814 nach der Schlacht bei Paris siegreich in Paris ein. Schwarzenberg wurde von den drei siegreichen Monarchen reichlich ausgezeichnet und von Kaiser Franz I. zum Präsidenten des Hofkriegsrats bestellt. Am 5. Mai 1814 legte er das Oberkommando nieder und kehrte auf seine Güter in Böhmen zurück.
Nach Napoleons Rückkehr aus Elba im März 1815 übernahm Schwarzenberg erneut den Oberbefehl der österreichischen Armee, die sich zwar noch im Raum Heilbronn versammelte, aber nicht mehr zum entscheidenden Einsatz kam. Am 17. Juli nahm er nochmals am zweiten Einzug in Paris teil und zog sich darauf wieder auf sein Gut Orlik zurück.

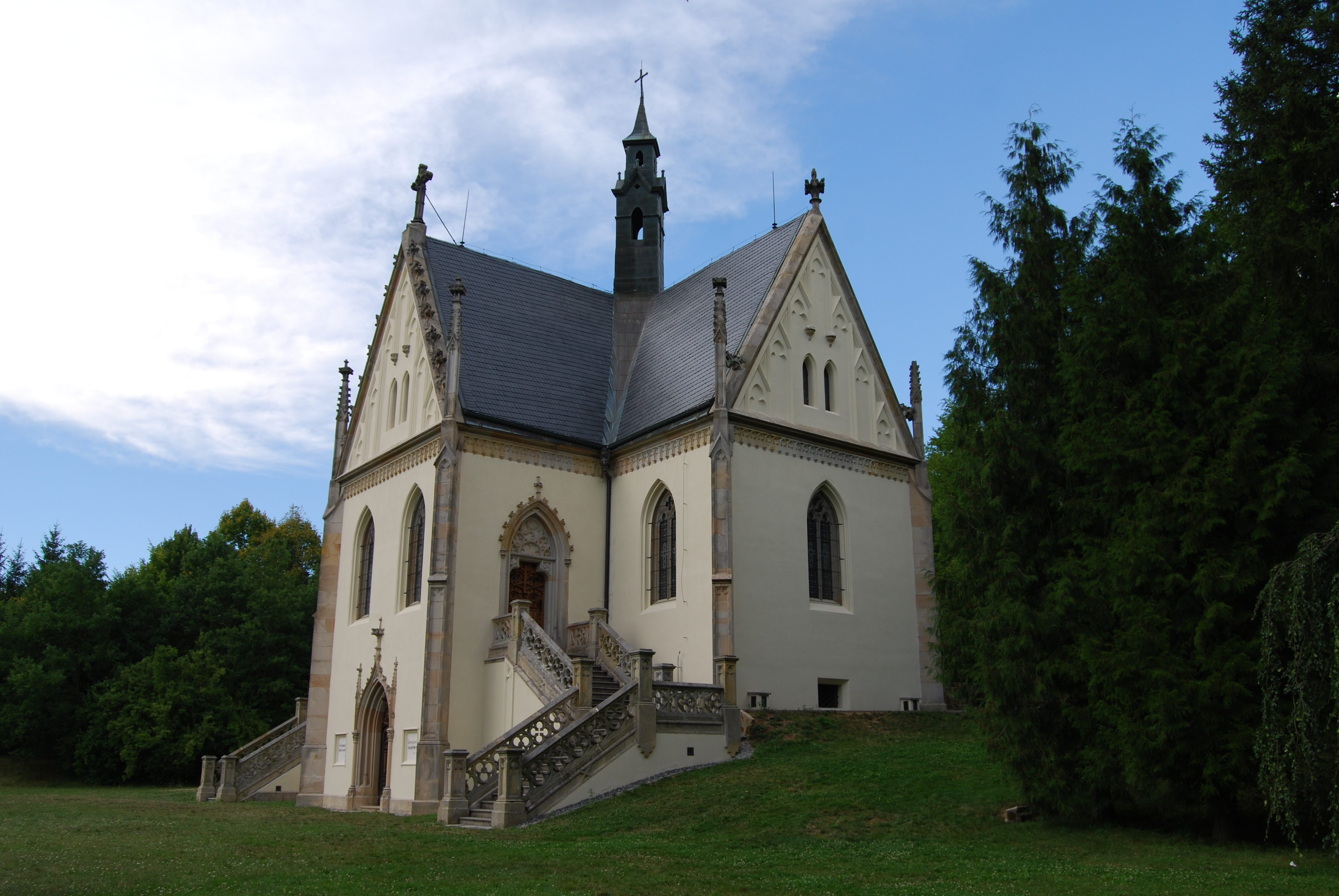
Schwarzenberger Grabkapelle

Schwarzenberg erlitt am 13. Januar 1817 einen Schlaganfall, er verbrachte folgend einige Zeit zur Kur in Karlsbad. Zunehmende körperliche Lähmung und weitere Anfälle verschlechterten aber seinen Zustand rapide, er verstarb am 15. Oktober 1820 in Leipzig. Sein Leichnam wurde von den königlich-sächsischen Truppen bis zur Staatsgrenze begleitet, wo ihn das österreichische Militär übernahm und zur schwarzenbergischen Grablege in Wittingau überführte. Kaiser Franz I. von Österreich ordnete eine dreitägige Staatstrauer für den verstorbenen Feldherrn an. Später wurde sein Sarkophag in die Schwarzenberger Grabkapelle im Orlíker Schlosspark bei Kožlí überführt.

## Heirat und Nachkommen
Karl Philipp heiratete am 28. Januar 1799 in Wien die Witwe des Fürsten Anton Esterházy, Gräfin Maria Anna von Hohenfeld (* 20. Mai 1768 Linz; † 2. April 1848 in Wien), eine Tochter des Grafen Otto Franz von Hohenfeld und der Maria Anna, geb. Freiin vom Stain zu Jettingen. Aus der Ehe gingen drei Söhne hervor:
- Friedrich Karl zu Schwarzenberg (1800–1870)
- Karl Philipp Fürst zu Schwarzenberg (1802–1858)
- Edmund zu Schwarzenberg (1803–1873)

Der tschechische Politiker Karel Schwarzenberg (1937–2023) war über die Linie Karl Philipps sein direkter Nachfahre.

## Auszeichnungen
- 1804 Erhebung in den Fürstenstand
- 1809 Orden vom Goldenen Vlies
- 1811 Ehrenlegion
- 1813 Schwarzer Adlerorden
- 1815 Elefanten-Orden

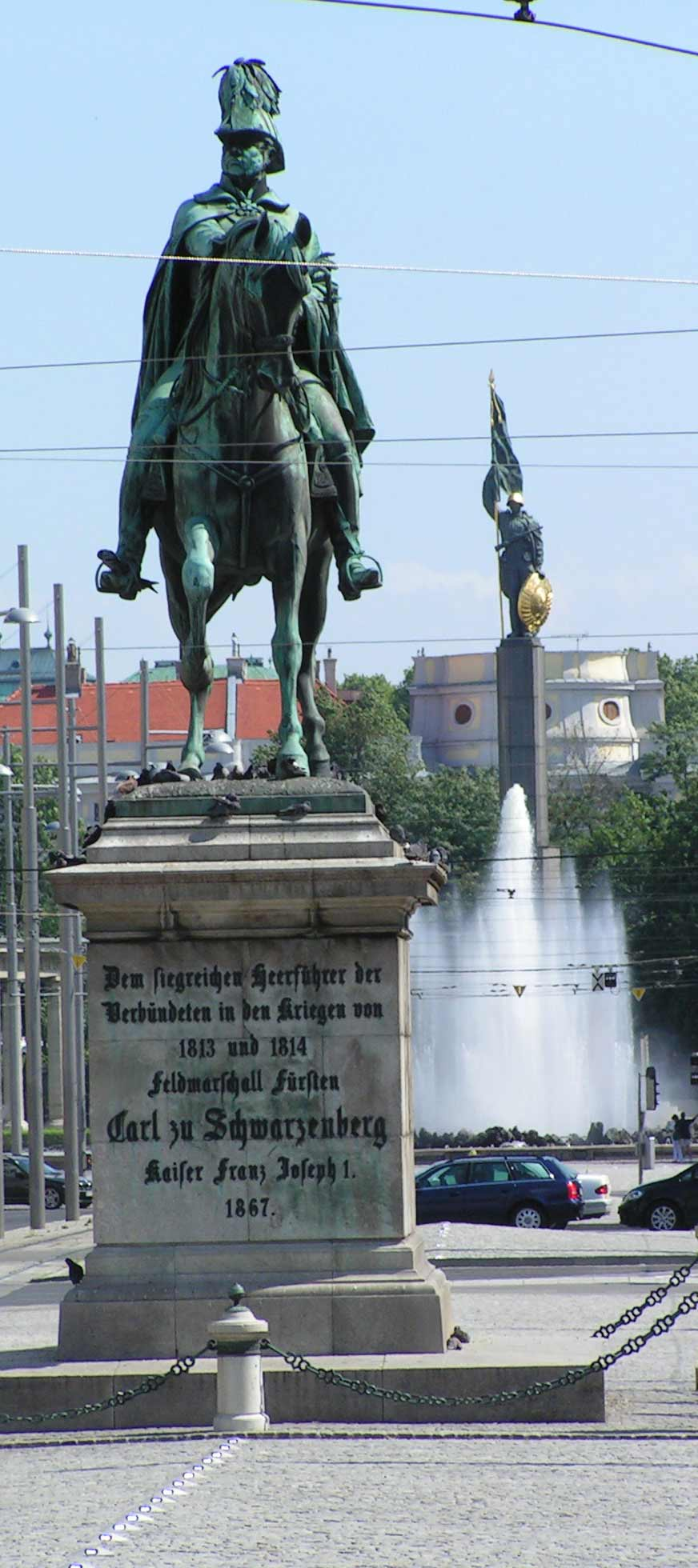
Reiterdenkmal am Schwarzenbergplatz in Wien

- Großkreuz des Militär-Max-Joseph-Ordens im Jahre 1815[4]

## Rezeption
- Durch die kaiserliche Entschließung von Franz Joseph I. vom 28. Februar 1863 wurde Karl Philipp zu Schwarzenberg in die Liste der „berühmtesten, zur immerwährenden Nacheiferung würdiger Kriegsfürsten und Feldherren Österreichs“ aufgenommen, zu deren Ehren und Andenken auch eine lebensgroße Statue in der Feldherrenhalle des damals neu errichteten k.k. Hofwaffenmuseums (heute: Heeresgeschichtliches Museum Wien) errichtet wurde. Die Statue wurde 1868 vom böhmischen Bildhauer Emanuel Max Ritter von Wachstein (1810–1901) aus Carrara-Marmor geschaffen, gewidmet wurde sie von der Familie Schwarzenberg.[5]
- 1838 wurde Schwarzenberg in Leipzig, Stadtteil Meusdorf ein Denkmal gesetzt.
- In Wien wurde 1880 der Schwarzenbergplatz nach ihm benannt, auf dem auch ein Reiterdenkmal ihm zu Ehren steht (1867 von Bildhauer Ernst Hähnel).
- Seine Büste befindet sich in der Münchner Ruhmeshalle.
- 1967 wurde ihm zu Ehren die größte Kaserne Österreichs (damals eine der größten Europas) Schwarzenbergkaserne benannt.
- In Leipzig, Stadtteil Meusdorf ist der Schwarzenbergweg nach ihm benannt.
- In Ulm-Jungingen ist eine Straße nach ihm benannt.